# ТЕС Ібом
4°33′51.8″ пн. ш. 7°34′4.8″ сх. д. / 4.564389° пн. ш. 7.568000° сх. д.
ТЕС Ібом — теплова електростанція на південному сході Нігерії у штаті Аква-Ібом. Знаходиться на лівобережжі річки Імо у місті Ікот-Абасі.
Станція загальною потужністю 191 МВт, введена в експлуатацію у 2008 році, обладнана газовими турбінами розробки General Electric — однією типу Frame 9 потужністю 115 МВт та двома типу Frame 6.
Первісно природний газ, необхідний для роботи ТЕС Ібом (а також розташованої поряд ТЕС ALSCON, що обслуговує алюмінієвий комбінат), постачався із заходу по трубопроводу Eastern Network Gas Pipeline. В 2014-му ввели в експлуатацію ще один газопровід від розташованого на схід від Ікот-Абасі газопереробного заводу Uquo, який належить місцевій нафтогазовій компанії Septa Energy. Втім, цей об'єкт також став об'єктом традиційних для тогочасної Нігерії диверсій.